# Ctenucha sanguinaria
Ctenucha sanguinaria är en fjärilsart som beskrevs av John Kern Strecker 1878. Ctenucha sanguinaria ingår i släktet Ctenucha och familjen björnspinnare. Inga underarter finns listade i Catalogue of Life.